# Lijst van zoogdieren met Nederlandse namen - X
Dit is een lijst van zoogdieren met Nederlandse namen met als beginletter van hun wetenschappelijke naam een X.

## X
| Wetenschappelijke naam | Eerste keuze             | Overige Nederlandse namen                               | Commentaar |
| ---------------------- | ------------------------ | ------------------------------------------------------- | ---------- |
| Xeromys myoides        | Onechte waterrat         |                                                         |            |
| Xerus erythropus       | Afrikaanse grondeekhoorn | Gestreepte grondeekhoorn, West-Afrikaanse grondeekhoorn |            |
| Xerus inauris          | Kaapse grondeekhoorn     |                                                         |            |

A · 
B ·
C ·
D ·
E ·
F ·
G ·
H ·
I ·
J ·
K ·
L ·
M ·
N ·
O ·
P ·
R ·
S ·
T ·
U ·
V ·
W ·
X ·
Z